# 艾格尔弗耶多尼斯
艾格尔弗耶多尼斯（法語：Aigrefeuille-d'Aunis，意为“欧尼斯的冬青”）是法国滨海夏朗德省的一个市镇，位于该省北部，属于罗什福尔区。该市镇总面积16.76平方公里，2009年时的人口为4,037人。

## 人口
艾格尔弗耶多尼斯人口变化图示